# Kozienice
Kozienice è un comune urbano-rurale polacco del distretto di Kozienice, nel voivodato della Masovia.
Ricopre una superficie di 245,56 km² e nel 2004 contava 30 507 abitanti.